# 富山おでん

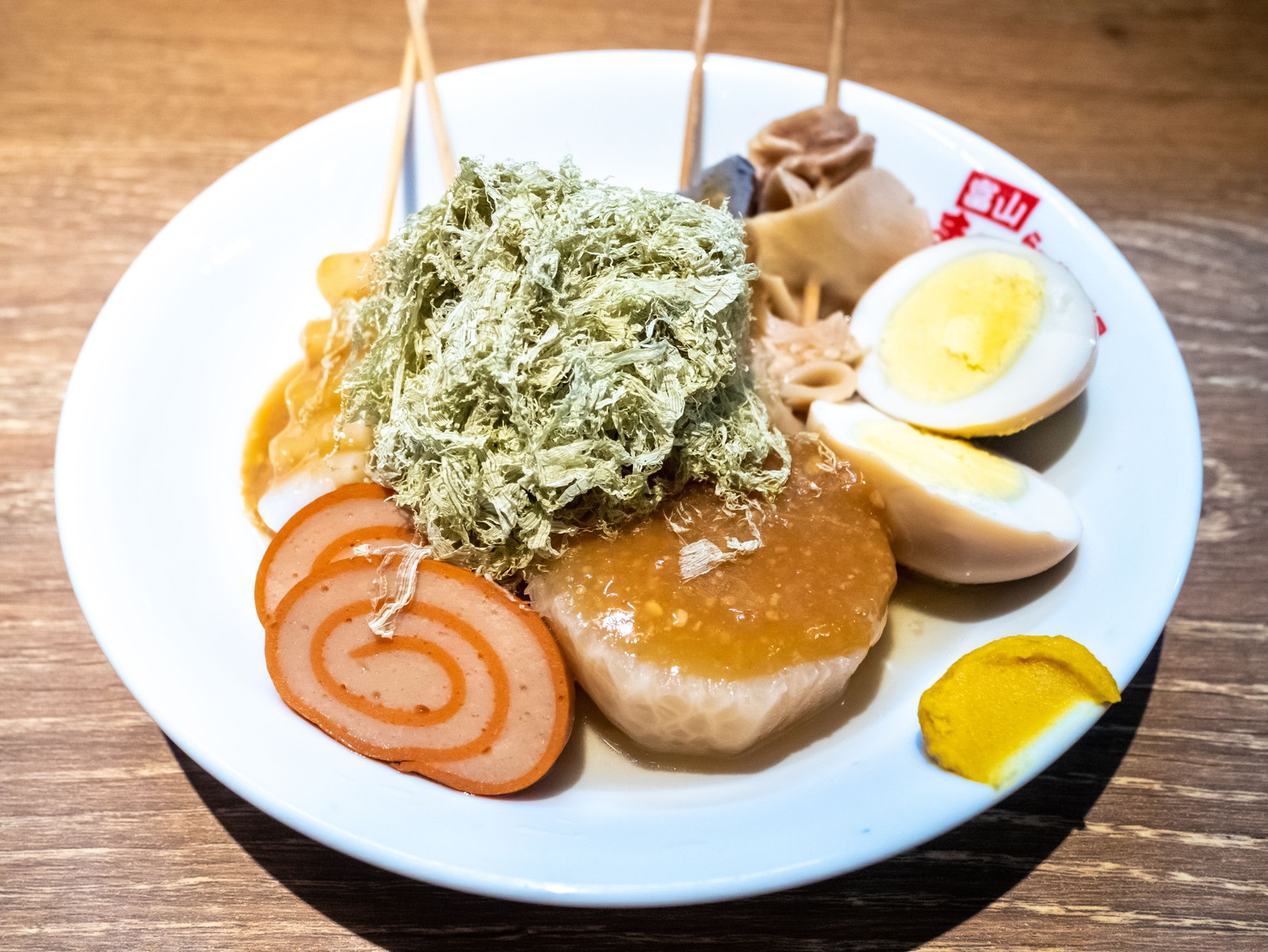
富山おでん

富山おでん（とやまおでん）は、富山県内で食されているおでん料理の一種。

## 概要
富山県は昆布の一人当たりの消費量が日本一で、おでんにとろろ昆布をのせて食べる習慣があった。富山県のアンテナショップ「いきいき富山館」がこのおでんを新たな名産品として販売を始め、県内でも富山駅や富山空港などでも販売を開始し、PR活動を始めた。2009年9月にはかまぼこ会社やラーメン店により「富山おでん会」が結成され、とろろ昆布をトッピングすることや富山県産の食材を入れることを料理の定義とした。 